# Зито
Жозе Ели де Миранда (на португалски: José Ely de Miranda, по-известен като Зито, на португалски: Zito, на бразилски португалски се произнася най-близко до Жузе Ели джи Миранда, Зиту) е бивш бразилски футболист-национал, полузащитник. Двукратен световен шампион от 1958 и 1962 г.

## Кариера
Роден е на 8 август 1932 г. в Розейра, щата Сао Пауло, под името Жозе Ели де Миранда. Играе в Таубате до 1951 г., преди да премине в гранда Сантош. За 15 години в отбора изиграва 727 мача, в които отбелязва 57 гола. Нерядко прави голови асистенции към звездите в отбора Пеле и Коутиньо.
Има 52 мача за националния отбор на Бразилия, в които Бразилия има 38 победи, 6 равенства и 8 загуби. Дебют за националния отбор прави на 17 ноември 1955 г. в мач срещу Парагвай, завършил 3-3. Автор на 3 гола за селесао. Участник на три световни първенства по футбол: през 1958, 1962 и 1966 г.

## Клубове
- Розейра (Сао Пауло)
- Сао Пауло
- Таубате (Сао Пауло; 1948 – 1951)
- Сантош (1952 – 1967)

## Отличия и успехи
- Световен шампион по футбол: '58, '62
- Купа Освалдо Круз: '55, '61, '62
- Купа Рока: '57, '63
- Купа Бернардо О'Хигинс: '55, '59

- Междуконтинентална купа: '62, '63
- Носител на Копа Либертадорес: '62, '63
- Купа на Бразилия: '61, '62, '63, '64, '65
- Шампион на Кампеонато Паулища: '55, '56, '60, '61, '62, '64, '65, '67, '68
- Победител в турнира Рио-Сау Пауло: '59, '63, '64 и '66
- Носител на Рекопа Судамерикана: '68